# تومور بینابینی

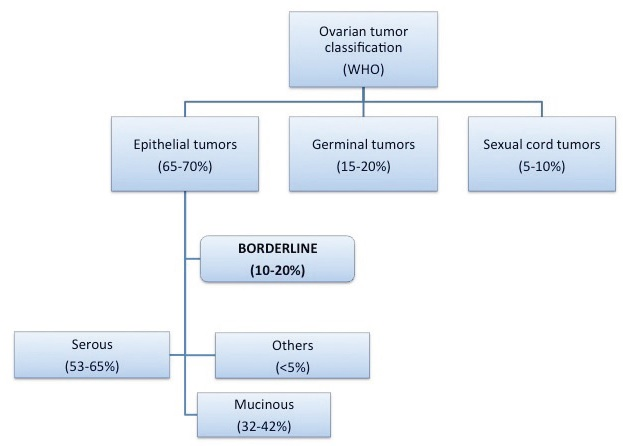
طبقه‌بندی تومور تخمدان توسط ساطمان جهانی بهداشت.

تومور بینابینی (انگلیسی: Borderline tumor) که به آن تومور با قابلیت ضعیف بدخیمی (LMP) هم گفته می‌شود، یک گروه متمایز اما ناهمگن از تومورها است که از نظر آسیب‌شناسی بافتی به صورت «رشد غیرمعمول اپیتلیالی بدون تهاجم استرومایی» تعریف می‌شود. تومور بینابینی به‌طور کلی به چنین تومورهایی در تخمدان اشاره دارد (که معمولاً به‌طور خاص تومورهای تخمدان بینابینی یا BOT نامیده می‌شود) اما ممکن است به ندرت در مکان‌های دیگر بدن نیز بروز کنند.
تومورهای بینابینی تخمدان با بروز کم، ارتباط زیاد با ناباروری، ارتباط اندک با جهش در ژن‌های BRCA1 و BRCA2، درصد متفاوتی از شایع‌ترین انواع بافت‌شناسی تومور، تشخیص زودهنگام در مراحل اولیه و میزان بقای بالا، حتی زمانی که با درگیری صفاقی همراه باشد، مشخص می‌شود و از این جهات با سرطان تخمدان اپیتلیومی تفاوت دارد.
میزان بروز تومورهای بینابینی تخمدان کم است و در مطالعات اروپایی حدود ۴٫۸/۱۰۰۰۰۰ مورد جدید در سال و در مطالعات آمریکایی، بین ۱٫۵ تا ۲٫۵/۱۰۰۰۰۰ مورد در سال محاسبه می‌شود. این تومورها در زنان تقریباً در حوالی سن ۴۰ سالگی رخ می‌دهند (در ۲۷ تا ۳۶٪ موارد تومورها در سنین پایین‌تر رخ می‌دهند)، در حالی که سرطان‌های مهاجم تخمدان با میانگین سنی وقوع‌شان ۶۰ سالگی است.
عوامل خطر و محافظت کننده برای تومورهای بینابینی مشابه سایر موارد سرطان است. با این حال، ارتباط قابل توجهی با جهش در ژن BCRA ندارند. در برخی از مطالعات، افزایش بروز (دو تا چهار برابر بیشتر) تومورهای بینابینی سروزی در زنانی که تحت تکنیک‌های کمک باروری هستند، مشاهده شده است. به نظر می‌رسد که این رابطه با سطوح هورمونی بالا در طی تحریک تخمدان و آسیب ناشی از سوراخ‌های مکرر گنادها ارتباط دارد.
| - مرحله فیگو (II-III-IV) - تومور بینابینی موسینی - ایمپلنت‌های تهاجمی - نمای پاپیلاری - جراحی ناقص - تهاجم میکروسکوپی - جراحی محافظه‌کارانه - کارسینوم اینتراکیستیک - سن بالای ۴۰ سال - عود خارج از تخمدان |

برخی از بیماران مبتلا به تومور بینابینی (۱۶٪ تا ۳۰٪) در هنگام تشخیص بدون علامت هستند و تومورشان کاملاً اتفاقی کشف می‌شود. با این حال، هنگامی که علائم وجود دارد، مشابه سایر تومورهای آدنکس این علائم بیشتر غیراختصاصی هستند، مانند درد لگن یا اتساع شکم.
تشخیص بیماری از طریق انجام سونوگرافی، ام‌آرآی و برش‌نگاری با گسیل پوزیترون و همچنین نمونه‌برداری بافتی (بیوپسی) انجام می‌شود.
درمان جراحی این تومورها به سن بیمار، تمایلات باروری او، مرحله تشخیص و وجود یا عدم وجود ایمپلنت‌های تهاجمی بستگی دارد. به‌عنوان مثال در زنان یائسه و در کسانی که دیگر قصد باروری ندارند، روش‌های استاندارد زیر انجام می‌شود: کاوش کامل حفره شکم، برداشتن دوطرفه تخمدان و لوله‌های رحم، برداشتن کامل رحم و بخش پائینی پرده‌های پوشانندهٔ شکم، شستشوی کامل صفاقی برای به دست آوردن نمونه برای سیتولوژی و برداشتن ضایعات مشکوک ماکروسکوپی. اگر تومور بینابینی از نوع موسینی باشد، آپاندیس را هم برمی‌دارند. در زنان زیر ۴۰ سال که مایل به بچه‌دار شدن هستند، در صورتی که بیماران در مرحله اول (بدون درگیری صفاقی) باشند، ممکن است از روش درمانی محافظه‌کارانه (مثل شیمی‌درمانی) استفاده شود. با این حال، باید به آنها اطلاع داده شود که این درمان ممکن است به دلیل از بین رفتن بافت تخمدان و چسبندگی لگن، باروری آنها را کاهش دهد (نرخ ناباروری از ۱۰ تا ۳۵٪ است). بدترین عامل پیش آگهی عود، جراحی ناقص است، با میزان عود ۱۰ تا ۲۰ درصد در مقابل ۵ درصد پس از جراحی رادیکال (کامل)، اگرچه این ارقام به تکنیک مورد استفاده هم بستگی دارد.
طبقه‌بندی مرحله‌ای FIGO بزرگ‌ترین عامل پیش‌بینی‌کنندهٔ پیش‌آگهی، عود و بقای تومورهای بینابینی در نظر گرفته می‌شود، همان‌طور که در کارسینوم‌های مهاجم هم صادق است. (اما به‌طور کلی میزان بقای بیمار در تومورهای بینابینی بیشتر است). مطالعات منتشرشده به این نتیجه رسیدند که نرخ بقای پنج ساله در مرحله I بیماری ۹۷–۹۹٪ است که به دلیل عودهای دیرهنگام، نرخ بقای ده ساله به ۷۰–۹۵٪ کاهش یافت. نرخ بقای پنج ساله بیمار در مراحل II و III حوالی ۶۵–۸۷٪ است.
۲۵ درصد از عودها پس از ۵ سال رخ می دهند اگرچه عود ممکن است در واقع ۱۵ سال پس از جراحی رخ دهد، بنابراین بیماران باید برای مدت طولانی تحت نظارت و پایش دقیق قرار گیرند.